# Médaille du réfractaire
La médaille du réfractaire, aussi appelée Insigne du réfractaire, est une décoration qui a pour but de récompenser ceux ayant déserté le Service du travail obligatoire (STO) en Allemagne durant la Seconde Guerre mondiale et ayant ainsi participé à la lutte contre l'envahisseur.

## Attribution
Créé le 21 octobre 1963, il est attribué aux Français qui se sont soustraits au Service du Travail Obligatoire (S.T.O.) en Allemagne, et ont donc, de ce fait, participé à la lutte contre l’envahisseur durant la Seconde Guerre mondiale ; ce ne sont donc pas des insoumis.

## Insigne
Le jeton en bronze doré, réalisé par le graveur Hollebeck, porte sur l'avers une carte de France et une croix de Lorraine rayonnante entourée des initiales R.F., avec au centre une enclume brisée le tout surmontant la phrase 'J'AI LIVRE UN BON COMBAT'. Le revers porte l'inscription 'AUX RÉFRACTAIRES GUERRE 1939 - 1945'.
Le ruban est orange traversé par trois liserés rouges de chaque côté.